# Noirmoutier-en-l'Île

Noirmoutier-en-l'Île este o comună în departamentul Vendée, Franța. În 2009 avea o populație de 4,661 de locuitori.